# Joel Gysin
Joel Gysin (* 3. April 1986 in Bern) ist ein deutscher Unihockeyspieler und im aktuellen Kader der deutschen Nationalmannschaft. Er spielt seit der Saison 2013/14 in der Schweiz für die Hornets Moosseedorf. Seine Position ist Verteidiger. Infolge seiner Leistungen in der Nationalmannschaft wurde Gysin im Jahre 2012 in der deutschen Floorballfachpresse als „Abwehrfels“ bezeichnet und kam bei der Wahl zum „Floorballer des Jahres 2012“ auf Platz 6.